# Szájharmonikaművészek listája
Az alábbiakban a neves külföldi szájharmonikaművészek listája olvasható. A magyar zenészeket a magyar szájharmonikaművészek listája jegyzi.
| Ábécé szerinti tartalomjegyzék                                                                           |
| --- |
| A, Á B C Cs D Dz Dzs E, É F G Gy H I, Í J K L Ly M N Ny O, Ó Ö, Ő P Q R S Sz T Ty U, Ú Ü, Ű V W X Y Z Zs |

## A
- Philip Achille
- Jerry Adler (1918–2010)
- Larry Adler (1914–2001)
- Ryan Adams (1974)
- Bryan Adams (1959)
- Hasil Adkins (1937–2005)
- Chad Allan (1943–2023)
- Luther Allison (1939–1997)
- Keren Ann (1974)
- Billie Joe Armstrong (1972)
- Arno (1949–2022)

## B
- Robert Bonfiglio (1950–)
- Billy Boy Arnold (1935–)
- Willi Burger (1934–)
- Bad News Brown (1977–2011)
- DeFord Bailey (1899–1982)
- Kenny Baker (1934–2016)
- Bruce Barnes (1962)
- Alain Bashung (1947–2009)
- Reb Beach (1963)
- Beck (1970)
- Captain Beefheart (1941–2010)
- Carey Bell (1936–2007)
- Edoardo Bennato (1946)
- Duster Bennett (1946–1976)
- Willie P. Bennett (1951–2008)
- Bo Bice (1975)
- Big Mama Thornton (1926–1984)
- Big Walter Horton (1917–1981)
- Clint Black (1962)
- Bobby Bland (1930–2013)
- Blind Willie McTell (1898–1959)
- Sugar Blue (1949)
- Dieter Bohlen (1954)
- Jon Bon Jovi (1962)
- Juke Boy Bonner (1932–1978)
- Bonny B. (1974)
- Bono (1960)
- Ciarán Bourke (1935–1988)
- Bourvil (1917–1970)
- Crystal Bowersox (1985)
- Billy Branch (1951)
- Dan Ar Braz (1949)
- John Brim (1922–2003)
- Garth Brooks (1962)
- Marc Broussard (1982)
- Clarence "Gatemouth" Brown (1924–2005)
- Buster Brown (1911–1976)
- Jack Bruce (1943–2014)
- Jeff Buckley (1966–1997)
- Norton Buffalo (1951–2009)
- George "Mojo" Buford (1929–2011)
- Eddie "Guitar" Burns (1928–2012)
- Lester Butler (1959–1998)
- Paul Butterfield (1942–1987)

## C
- Jaybird Coleman (1896–1950)
- James Cotton (1935–2017)
- Cshe Gvangbok (Chae Kwang Bok)
- Cson Dzsedok (Jeon Je-deok, 1974–)
- Csong Cshanhjok (Jong Chan Hyok)
- Francis Cabrel (1953)
- John Callahan (1951–2010)
- Bertrand Cantat (1964)
- Paul Carrack (1951)
- Jeff Carson (1963–2022)
- June Carter Cash (1929–2003)
- Harry Chapin (1942–1981)
- Roger Chapman (1942)
- Sébastien Charlier (1971)
- Sam Chatmon (1897–1983)
- Jay Chou (1979)
- Gene Clark (1944–1991)
- William Clarke (1951–1996)
- Willie Cobbs (1932–2021)
- Tom Cochrane (1953)
- Joe Cocker (1944–2014)
- Ray Collins (1936–2012)
- Billy Connolly (1942)
- Alice Cooper (1948)
- Chris Cornell (1964–2017)
- Charlélie Couture (1956)
- Graham Coxon (1969)
- Burton Cummings (1947)

## D
- Reverend Gary Davis (1896–1972)
- Angelo Dos Santos (1940–)
- Johnny Dyer (1938–2014)
- D'banj (1980)
- Giorgos Dalaras (1949)
- Roger Daltrey (1944)
- Olu Dara (1941)
- Bobby Darin (1936–1973)
- Lester Davenport (1932–2009)
- Ray Davies (1944)
- Rick Davies (1944)
- Cyril Davies (1932–1964)
- Spencer Davis (1939–2020)
- Carlos del Junco (1958)
- Paul deLay (1952–2007)
- Willy DeVille (1950–2009)
- Magic Dick (1945)
- Pete Doherty (1979)
- Donovan (1946)
- Bob Dylan (1941)

## E
- Grandpa Elliott (1944–2022)
- Ramblin' Jack Elliott (1931)
- John Entwistle (1944–2002)
- Lali Espósito (1991)

## F
- Bernard Fanning (1969)
- Bryan Ferry (1945)
- John Flansburgh (1960)
- Gwen Foster (1903–1954)
- Glenn Frey (1948–2016)
- Frank Frost (1936–1999)
- Jesse Fuller (1896–1976)

## G
- Rory Gallagher (1948–1995)
- Sigmund Groven (1946–)
- Kany García (1982)
- Max Geldray (1916–2004)
- Boy George (1961)
- Lowell George (1945–1979)
- Per Gessle (1959)
- Billy Gibson (1995)
- León Gieco (1951)
- Ian Gillan (1945)
- Jazz Gillum (1904–1966)
- Alan Glen (1951)
- Lonnie Glosson (1908–2001)
- Tony Glover (1939–2019)
- Jean-Jacques Goldman (1951)
- Irwin Goodman (1943–1991)
- Boris Grebenshchikov (1953)
- Peter Green (1946–2020)
- Adam Gussow (1958)
- Woody Guthrie (1912–1967)

## H
- Harmonica Frank (1908–1984)
- Stan Harper (1921–2016)
- Ho Mijang (Ho Mi Yang)
- Walter Horton (1921–1981)
- John P. Hammond (1942)
- Butch Hancock (1945)
- Slim Harpo (1924–1970)
- Shakey Jake Harris (1921–1990)
- Levon Helm (1940–2012)
- Taylor Hicks (1976)
- Jacques Higelin (1940–2018)
- Joe Hill Louis (1921–1957)
- Michael Hirte (1964)
- Bob Hite (1943–1981)
- Shannon Hoon (1967–1995)
- Mark Hummel (1955)
- Sophie Hunger (1983)
- Robert Hunter (1941–2019)
- Frank Hutchison (1897–1945)
- Hyde (1969)

## I
- I Bjongnan (Lee Byung-ran, 1989–)
- Inaba Kosi (1964)
- Andy Irvine (1942)

## J
- Monica J (Jin Hye-rin, 1992–)
- Stevie Jackson (1969)
- Joe Jackson (1954)
- Mick Jagger (1943)
- Chris Jagger (1947)
- Jandek (1944)
- Russell Javors (1952)
- Ronald Jenkees (1988)
- Jill Johnson (1973)
- Syl Johnson (1936–2022)
- Little Johnny Jones (1924–1964)
- Paul Jones (1942)
- Brian Jones (1942–1969)
- Mick Jones (1955)
- Chris Jones (1958–2005)
- Danny Jones (1986)
- Jónsi (1975)

## K
- Kil Mjongszong (Kil Myong Song)
- Kim Csholdzsin (Kim Chol Jin)
- Kim Gvangszok (1964–1996)
- Kim Jongmin (Kim Yong Min)
- Kagejama Hironobu (1961)
- Tim Kaine (1958)
- John Kay (1944)
- Anssi Kela (1972)
- Olivier Ker Ourio (1964)
- Khaled (1960)
- Simple Kid (2000)
- Big Daddy Kinsey (1927–2001)
- Larry Knechtel (1940–2009)
- John Koerner (1938–2024)
- Bodo Kolbe (1949)
- Hiroto Kōmoto (1963)
- Javier Krahe (1944–2015)
- Toni Krahl (1949)
- Lenny Kravitz (1964)
- Robby Krieger (1946)
- Kris Kristofferson (1936–2024)
- Vladimir Kuzmin (1955)

## L
- Pierre Lacocque (1952)
- Mon Laferte (1983)
- Denny Laine (1944–2023)
- Greg Lake (1947–2016)
- Paul Lamb (1955)
- Ray LaMontagne (1973)
- Alain Lamontagne (1952)
- Alex Lee (1970)
- John Lennon (1940–1980)
- J. B. Lenoir (1929–1967)
- Lazy Lester (1933–2018)
- Howard Levy (1951)
- Jenny Lewis (1976)
- Huey Lewis (1950)
- Noah Lewis (1895–1961)
- Lew Lewis (1999–2021)
- Ismaël Lô (1956)
- Michael Logen (?)
- Kenny Loggins (1948)

## M
- Willie Mabon (1925–1985)
- Dougie MacLean (1954)
- Karen Mantler (1966)
- Eddie Mapp (1910–1931)
- Johnny Mars (1942)
- Chris Martin (1977)
- John Mayall (1933–2024)
- Lee McBee (1951–2014)
- Jerry McCain (1930–2012)
- Delbert McClinton (1940)
- Charlie McCoy (1941)
- Hugh McCracken (1942–2013)
- Ron "Pigpen" McKernan (1945–1973)
- James McMurtry (1962)
- Alan Merrill (1951–2020)
- Micky (1943)
- Jean-Jacques Milteau (1950)
- Keb' Mo' (1951)
- Brian Molko (1972)
- Patrick Monahan (1969)
- Michael Monroe (1962)
- Alanis Morissette (1974)
- Jim Morrison (1943–1971)
- Van Morrison (1945)
- Harel Moyal (1981)
- Marcus Mumford (1987)
- Charlie Musselwhite (1944)
- Sam Myers (1936–2006)
- Louis Myers (1929–1994)

## N
- John Németh (1975)
- Tadeusz Nalepa (1943–2007)
- Graham Nash (1942)
- Raful Neal (1936–2004)
- Johnny Neel (1954–2024)
- Taylor Nichols (1959)
- Sanna Nielsen (1984)
- Robert Nighthawk (1909–1967)
- Lillebjørn Nilsen (1950–2024)
- Hammie Nixon (1908–1984)
- Pepa Nos (1949)
- Darrell Nulisch (1952)

## O, Ó
- O Unhjang (O Un Hyang)
- Richard Oesterreicher (1932–2023)
- Paul Oscher (1950–2021)
- Lee Oskar (1948)
- Kurt Ostbahn (1947)

## Ö, Ő
- Frida Öhrn (1979)

## P
- Pak Csongszong (Park Jong-seong, 1986–)
- Pak Hjeszong (Pak Hye Song)
- Junior Parker (1932–1971)
- Gene Parsons (1944)
- Charles Pasi (1984)
- Peg Leg Sam (1911–1977)
- Nina Persson (1974)
- Rod Piazza (1947)
- Robert Plant (1948)
- John Popper (1967)
- Jerry Portnoy (1943)
- Gary Primich (1958–2007)
- Snooky Pryor (1921–2006)

## R
- Ri Cshorung (Ri Chol Ung)
- Ri Gvang (Ri Kwang)
- Rim Mjongszan (Rim Myong San)
- Annie Raines (1969)
- Albert Raisner (1922–2011)
- Zé Ramalho (1949)
- Wayne Raney (1921–1993)
- Mickey Raphael (1951)
- Amy Ray (1964)
- Sugar Ray Norcia (1954)
- Louisiana Red (1932–2012)
- Leon Redbone (1949–2019)
- Jimmy Reed (1925–1976)
- Tommy Reilly (1919–2000)
- Keith Relf (1943–1976)
- Willi Resetarits (1948–2022)
- Jason Ricci (1974)
- Ryszard Riedel (1956–1994)
- Billy Lee Riley (1933–2009)
- Chris Robinson (1966)
- Kenny Rogers (1938–2020)
- Jimmy Rogers (1924–1997)
- Doctor Ross (1925–1993)
- Xavier Rudd (1978)
- Serena Ryder (1982)

## S
- John Sebastian, Sr. (1944)
- Sugar Blue (1949–)
- Curtis Salgado (1954)
- Joe Satriani (1956)
- Charlie Sayles (1948)
- Will Shade (1898–1966)
- Shakira (1977)
- Eddie Shu (1918–1986)
- Corky Siegel (1943)
- Little Mack Simmons (1933–2000)
- Matthew Skoller (2000)
- Driftin' Slim (1919–1977)
- Watermelon Slim (1948)
- Son of Dave (1967)
- Willie "Big Eyes" Smith (1936–2011)
- George Smith (1924–1983)
- Robert Smith (1959)
- Broderick Smith (1948–2023)
- Somló Tamás (1947–2016)
- Bruce Springsteen (1949)
- Houston Stackhouse (1910–1980)
- Rod Stewart (1945)
- Daddy Stovepipe (1867–1963)
- Sting (1951)
- Les Stroud (1961)
- Pedro Suárez-Vértiz (1969–2023)

## T
- Abu Talib (1939–2009)
- Serj Tankian (1967)
- Otis Taylor (1948)
- James Taylor (1948)
- Susan Tedeschi (1970)
- Teoman (1967)
- Sonny Terry (1911–1986)
- Ray Thomas (1941–2018)
- George Thorogood (1950)
- Tolcsvay László (1950)
- Tricky (1968)
- Roger Troutman (1951–1999)
- Trip Tucker (?)
- Will Tura (1940)
- Steven Tyler (1948)
- Toots Thielemans (1922–2016)

## U, Ü
- Carrie Underwood (1983)
- Jai Uttal (1951)

## V
- Eddie Vedder (1964)
- Hessel van der Kooij (1955)
- Steven Van Zandt (1950)
- Carlos Vives (1961)

## W
- Kim Wilson (1951–)
- Jerry Jeff Walker (1942–2020)
- Little Walter (1930–1968)
- Wang Leehom (1976)
- Muddy Waters (1913–1983)
- Doc Watson (1923–2012)
- Katie Webster (1936–1999)
- Junior Wells (1934–1998)
- Hans-Eckardt Wenzel (1955)
- Bob Weston (1947–2012)
- Phil Wiggins (1954–2024)
- Victoria Williams (1958)
- Hank Williams Jr. (1949)
- Sonny Boy Williamson I (1914–1948)
- Sonny Boy Williamson II (1912–1965)
- Bruce Willis (1955)
- Ray Wilson (1968)
- Alan Wilson (1943–1970)
- George Winston (1949–2023)
- Johnny Winter (1944–2014)
- Howlin' Wolf (1910–1976)
- Stevie Wonder (1950)
- Big John Wrencher (1923–1977)
- Wu Qing-feng (1982)

## Y
- Neil Young (1945)
- Pete Yorn (1974)
- Takuro Yoshida (1946)
- Bob Young (1945)

## Z
- Warren Zevon (1947–2003)
- Jane Zhang (1984–)